# 1988 XT1
1988 XT1 är en asteroid i huvudbältet, som upptäcktes den 10 december 1988 av den japanske amatörastronomen Takuo Kojima i Chiyoda.
Asteroiden har en diameter på ungefär 16 kilometer.